# Dylan Sprayberry

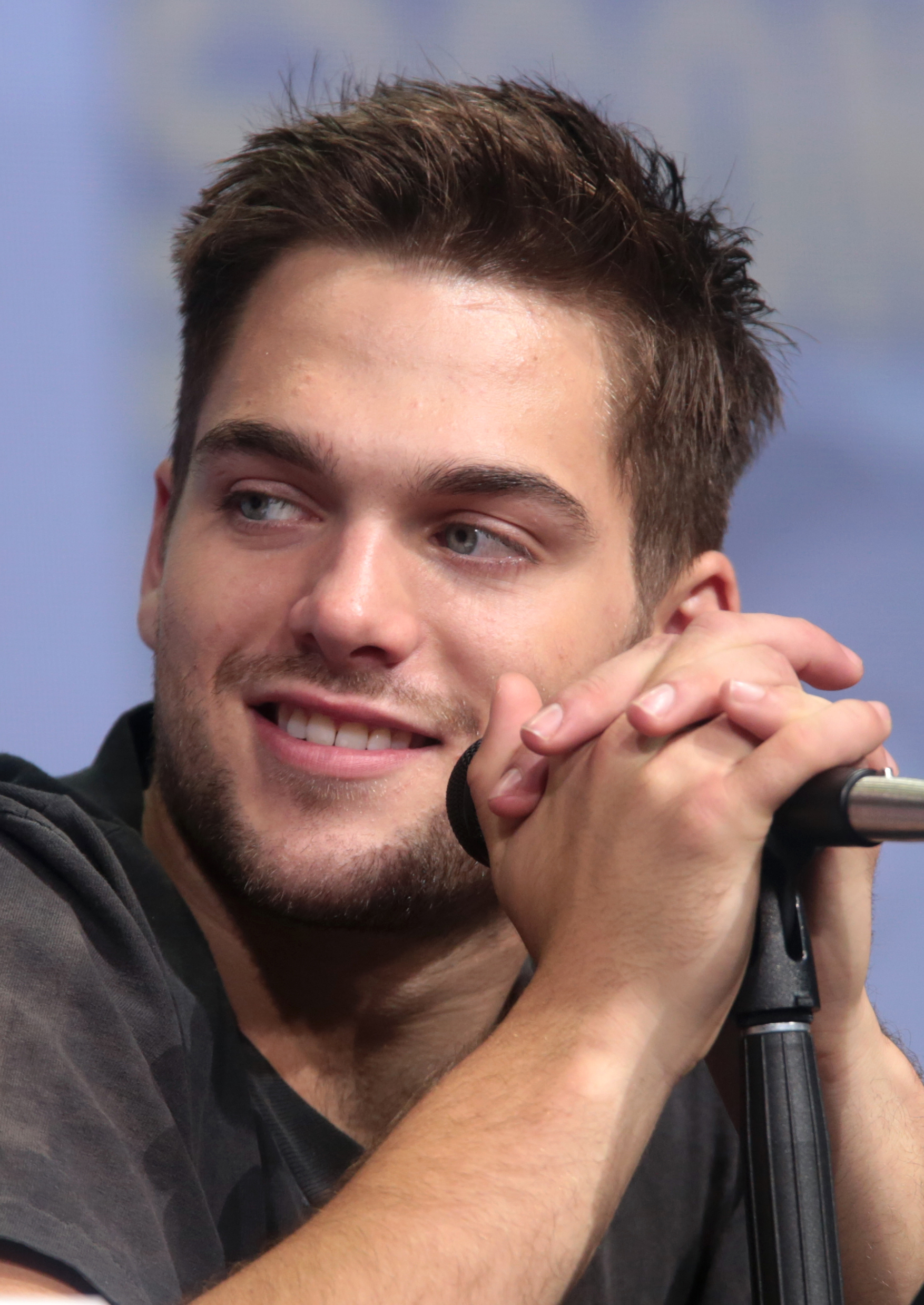
Dylan Sprayberry bei der Comic-Con in San Diego (2017)

Dylan Muse Sprayberry (* 7. Juli 1998 in Houston, Texas) ist ein US-amerikanischer Schauspieler. Bekannt wurde er vor allem durch seine Rollen als junger „Superman/Clark Kent“ in der Comicverfilmung Man of Steel (2013) sowie als „Liam Dunbar“ in der MTV-Fernsehserie Teen Wolf (2014–2017).

## Leben
Dylan Sprayberry wurde im Juli 1998 in Houston im US-Bundesstaat Texas geboren und wuchs dort mit seiner jüngeren Schwester auf. In Houston besuchte er bis 2005 die West University Elementary, bevor seine Familie nach Kalifornien zog.
Eine seiner ersten Schauspielrollen hatte er 2008 in einer Episode der Jugend-Sitcom iCarly. Daraufhin folgten Gastauftritte in MADtv und Criminal Minds. Im Jahr 2009 konnte er seine erste Rolle in einem Spielfilm ergattern. In dem Fantasyabenteuer Die fast vergessene Welt war er in einer nicht im Abspann genannter Rolle zu sehen. Auch in den Filmen Old Dogs – Daddy oder Deal (2009), Bedrooms (2010) und Spooky Buddies – Der Fluch des Hallowuff-Hunds (2011) erhielt er kleinere Nebenrollen. 2012 war Sprayberry als jüngere Version von Matthew Bomers Figur Cooper Anderson in der Musical-Comedy Glee zu sehen.
2013 konnte Sprayberry schließlich seinen bis dahin größten Erfolg feiern. Er erhielt die Nebenrolle des 13-jährigen Clark Kent in der von Zack Snyder produzierten Comicverfilmung Man of Steel, die ihm 2014 eine Nominierung für den Saturn Award als besten Nachwuchsschauspieler einbrachte. 2014 wurde Sprayberry für eine Nebenrolle in der vierten Staffel der MTV-Fernsehserie Teen Wolf engagiert. Mit der fünften Staffel wurde seine Rolle von einer Neben- zu einer Hauptrolle ausgebaut. Sprayberry spielte in Teen Wolf die Rolle des Lacrosse-Spielers und Werwolfes Liam Dunbar. Bereits zuvor hat er für die Serie als junger Derek vorgesprochen, wurde aber wegen seines zu jungen Alters abgelehnt.

## Filmografie (Auswahl)
- 2007: Ma-i pa-deo
- 2008: iCarly (Fernsehserie, Episode 1x25)
- 2008: Soccer Mom
- 2008: MADtv (Fernsehserie, Episode 14x02)
- 2008: Criminal Minds (Fernsehserie, Episode 4x10)
- 2009: Chasing a Dream (Fernsehfilm)
- 2009: Die fast vergessene Welt (Land of the Lost)
- 2009: Reconciliation
- 2009: Old Dogs – Daddy oder Deal (Old Dogs)
- 2009: The Three Gifts (Fernsehserie)
- 2010: Bedrooms
- 2011: Spooky Buddies – Der Fluch des Hallowuff-Hunds (Spooky Buddies)
- 2011: Shuffle
- 2012: Glee (Fernsehserie, Episode 3x15)
- 2012: Common Law (Fernsehserie, 2 Episoden)
- 2013: Man of Steel
- 2014–2017: Teen Wolf (Fernsehserie, 47 Episoden)
- 2014: Cry of the Butterfly
- 2016: Left Behind: Vanished: Next Generation
- 2018–2019: Leicht wie eine Feder (Light as a Feather, Fernsehserie)
- 2023: Teen Wolf: The Movie